# Стадион Караискакис
Стадион Караискакис (грч. Γήπεδο Γεώργιος Καραϊσκάκης) се налази у Пиреју, Грчка. Он је дом за фудбалски клуб Олимпијакос. Стадион је добио име по Георгиосу Караискакису, хероју грчког рата за независност, који је био смртно рањен у овом подручју.
Претходник овог стадиона, Велодром Нео Фалиро, коришћен је на Олимпијским играма 1896. године.
Историја стадиона Караискакис је обележена једном од највећих трагедија која је погодила грчки спорт, позната као Трагедија стадиона Караискакис. 8. фебруара 1981. Олимпијакос је био домаћин у лигашкој утакмици против АЕК Атина, која се завршила 6-0, у победи без преседана за домаћи тим из Пиреја. Током последњих минута утакмице, хиљаде навијача Олимпијакоса на капији 7 јурнуло је ка излазу, да дођу да главног улаза на стадион и прославе победу са играчима, али врата су скоро била затворена а обртна кола и даље на месту, чинећи излаз скоро немогућим. Како су људи наставили да силазе доле са трибина, у немогућству да виде шта се дешава, степенице капије 7 су постале смртна замка; људи су гажени, десетине навијача је било озбиљно повређено а двадесет једно је погинуло, већина њих од гушења.